# Гросман Юда Соломонович
Юда Соломо́нович Гро́сман (псевдоніми Ро́щін і Гроссман-Рощін; 7 лютого 1883 року, Новоукраїнка, Єлисаветградський повіт, Херсонська губернія, Російська імперія — 6 червня 1934 року, Москва) — єврейський, український, російський революціонер, публіцист і літературний критик, політичний діяч, журналіст.

## Життєпис
Народився Юда Гросман (справжнє прізвище Шлоймов) у лютому 1883 року в заможній купецькій сім'ї в містечку Новоукраїнка під Єлисаветградом в Україні. У 15 років став соціал-демократом, був неодноразово заарештований. Юда зазнавав впливу свого старшого брата Олександра (Абрама), який у 1897 році створив Єлисаветградський гурток «Південно-російська спілка робітників», в якому опинився і Юда. Олександр і Юда були заарештовані в 1898 році. Від 1899 року Юда проживав в місті Новоукраїнка і знаходився під наглядом поліції.
Влітку 1902 року Юда Гросман емігрував до Європи, де зав'язав контакти з російськими емігрантами — соціал-демократами

## Революційна діяльність
Юда Гросман став членом Єлисаветградського соціал-демократичного гуртка «Південно-Російська спілка робітників».
У 1903 році в Лондоні він перейшов на анархістську платформу і увійшов до анархістської групи, яку очолював Кропоткін. У Лондоні він зв'язався з Федерацією єврейських анархістів, друкував свої статті в газеті Федерації «Свобода». Перебував у Німеччині та Швейцарії, де співпрацював із групою анархістів-комуністів, був членом видавничої групи «Анархія» (Париж, Женева), обстоював методи терору і експропріації. У 1903 році Гросман відвідав Женеву, приєднався до місцевої групи анархістів-комуністів-емігрантів «Хліб і воля».
Гросман виступав з лекціями перед революціонерами і закликав розпочати в Росії революційний терор, добувати гроші на революцію шляхом експропріації.
У 1904 році він порвав з Кропоткінським гуртком «Хліб і воля», намагався створити власний напрямок в анархізмі. У кінці 1904 року, повернувшись з еміграції в Російську імперію, Гросман поселився в Білостоці, де на той час була сформована група анархістів-терористів «Хліб і воля».
У 1905 році Гросман організував групи «чорностягівців» в Одесі, Миколаєві, Єлисаветграді, Катеринославі, Києві. У 1905 році він видавав нелегальну газету «Чорний прапор», в якій закликав революціонерів до терору і до організації кривавих бунтів проти влади. Він виступав як прихильник бунту, який можна викликати тотальним терором, був противником анархо-комунізму. Навесні 1906-го Гроссман їздив містами Росії, організовував терористичні акти проти буржуазії.
Гросман був учасником революції 1905—1907 рр. У 1905 році входив до складу групи «Хліб і воля». Від 1907 року керував групою анархістів-«чорностягівців» у Києві. На початку 1907 року, як керівник групи «Чорний стяг» у Києві був обраний делегатом на Міжнародний анархістський конгрес в Амстердамі. 14 червня 1907 року був арештований, утримувався в Лук'янівській в'язниці.
1908-го року емігрував за кордон. Засновник газети «Рабочий мир» (Цюріх, 1914), протягом 1915—1917 рр. редагував друкований орган анархістів «Рабочее знамя» (Лозанна, Женева).
Навесні 1917 року Гросман повернувся в Росію, де активно включився в анархістську агітацію. На початку 1919-го Гросман — один з організаторів групи «радянських анархістів» «анархо-більшовизму», які визнавали диктатуру більшовиків необхідною для «перехідного періоду» до анархізму. У травні 1919-го відвідує Гуляйполе, намагається перетягнути Махно на платформу «радянського анархізму».
Від 1919 року входив до складу штабу Революційної Повстанської Армії України Н. І. Махна, працював у легальних організаціях анархістів, у видавництві «Голос праці» (Москва). Він активно підтримав більшовиків у Жовтневому перевороті, а в кінці 1917 — початку 1918-го організував Бюро анархістів Донецького басейну. Влітку 1918 року брав участь у Московській конференції анархістів.
У 1926 році заявив про остаточний відхід від анархізму. Останні роки життя був захисником сталінізму.

## Праці
- (рос.)Характеристика творчества П. А. Кропоткина. Петроград; Москва, 1921
- (рос.)Сумерки великой души // Печать и революция. 1921. Кн. 3
- (рос.)Думы о былом (Из истории белостоцкого анархического, «чернознаменского» движения) // Былое. 1924. № 27–28;
- (рос.)Искусство изменять мир. Москва, 1930.
- Збірка статей «Художник і епоха». М., 1928